# PR-CV 404
El PR-CV 404 també conegut com a Font de l'Omet - Clot de les Tortugues, és un sender de petit recorregut circular de 14,3 km al terme municipal de Picassent a la comarca de l'Horta Sud que des de l'Abaixador de la Font de l'Omet dels FGV ens porta al Clot de l'Aigua Salà, al Clot de les Tortugues, a l'àrea recreativa del Clot de les Tortugues i de nou a l'Abaixador de l'Omet passant pels barrancs de Picassent, barranc de Don Fèliz i Barranc de Ninyerola

## Característiques[1]
Durada: 4h 10'
Distància: 14,3 km
Comarques: Horta Sud
Dificultat: Baixa